# Riserva Titano
Lo spumante brut Riserva del Titano è un vino la cui produzione è consentita nella repubblica di San Marino. È prodotto con uve biancale, chardonnay e sangiovese vinificati in bianco.

## Caratteristiche organolettiche
- colore: paglierino scarico
- perlage: fine, intenso e persistente
- odore: fine, intenso e complesso
- sapore:  sapido, fresco e vivace

## Abbinamenti consigliati
Molto adatto come aperitivo e per piatti a base di pesce e di carne, mai da usare come dessert.